# Dompierre-sur-Veyle
Dompierre-sur-Veyle és un municipi francès situat al departament de l'Ain i a la regió d'Alvèrnia-Roine-Alps. L'any 2007 tenia 1.173 habitants.

## Demografia

### Població
El 2007 la població de fet de Dompierre-sur-Veyle era de 1.173 persones. Hi havia 444 famílies de les quals 107 eren unipersonals (68 homes vivint sols i 39 dones vivint soles), 133 parelles sense fills, 184 parelles amb fills i 20 famílies monoparentals amb fills.
La població ha evolucionat segons el següent gràfic:
Habitants censats

### Habitatges
El 2007 hi havia 498 habitatges, 450 eren l'habitatge principal de la família, 26 eren segones residències i 21 estaven desocupats. 430 eren cases i 66 eren apartaments. Dels 450 habitatges principals, 314 estaven ocupats pels seus propietaris, 127 estaven llogats i ocupats pels llogaters i 9 estaven cedits a títol gratuït; 3 tenien una cambra, 28 en tenien dues, 59 en tenien tres, 109 en tenien quatre i 252 en tenien cinc o més. 349 habitatges disposaven pel capbaix d'una plaça de pàrquing. A 161 habitatges hi havia un automòbil i a 254 n'hi havia dos o més.

### Piràmide de població
La piràmide de població per edats i sexe el 2009 era:
| Homes | Edats   | Dones |
| ----- | ------- | ----- |
| 4     | 95 o +  | 0     |
| 0     | 90 a 94 | 4     |
| 4     | 85 a 89 | 12    |
| 0     | 80 a 84 | 4     |
| 16    | 75 a 79 | 8     |
| 20    | 70 a 74 | 24    |
| 20    | 65 a 69 | 36    |
| 8     | 60 a 64 | 16    |
| 36    | 55 a 59 | 20    |
| 36    | 50 a 54 | 28    |
| 36    | 45 a 49 | 36    |
| 40    | 40 a 44 | 32    |
| 32    | 35 a 39 | 28    |
| 44    | 30 a 34 | 52    |
| 20    | 25 a 29 | 32    |
| 20    | 20 a 24 | 12    |
| 48    | 15 a 19 | 68    |
| 24    | 10 a 14 | 32    |
| 36    | 5 a 9   | 28    |
| 20    | 0 a 4   | 20    |

## Economia
El 2007 la població en edat de treballar era de 769 persones, 578 eren actives i 191 eren inactives. De les 578 persones actives 535 estaven ocupades (297 homes i 238 dones) i 44 estaven aturades (14 homes i 30 dones). De les 191 persones inactives 64 estaven jubilades, 60 estaven estudiant i 67 estaven classificades com a «altres inactius».

### Ingressos
El 2009 a Dompierre-sur-Veyle hi havia 454 unitats fiscals que integraven 1.174 persones, la mediana anual d'ingressos fiscals per persona era de 17.611 €.

### Activitats econòmiques
Dels 51 establiments que hi havia el 2007, 1 era d'una empresa de fabricació d'altres productes industrials, 13 d'empreses de construcció, 9 d'empreses de comerç i reparació d'automòbils, 3 d'empreses de transport, 5 d'empreses d'hostatgeria i restauració, 1 d'una empresa d'informació i comunicació, 1 d'una empresa financera, 2 d'empreses immobiliàries, 8 d'empreses de serveis, 6 d'entitats de l'administració pública i 2 d'empreses classificades com a «altres activitats de serveis».
Dels 14 establiments de servei als particulars que hi havia el 2009, 2 eren tallers de reparació d'automòbils i de material agrícola, 2 paletes, 1 fusteria, 1 lampisteria, 3 electricistes, 1 empresa de construcció, 1 perruqueria i 3 restaurants.
L'únic establiment comercial que hi havia el 2009 era una carnisseria.
L'any 2000 a Dompierre-sur-Veyle hi havia 34 explotacions agrícoles que ocupaven un total de 1.020 hectàrees.

## Equipaments sanitaris i escolars
El 2009 hi havia una escola elemental.

## Poblacions més properes
El següent diagrama mostra les poblacions més properes.